# 五角錐
五角錐是指底面為五邊形的錐體。五角錐可以根據底面的特性分類，例如凹五角錐、凸五角錐和正五角錐。所有五角錐皆由6個面、10條邊和6個頂點組成。若一個正五角錐側面也由正多邊形組成，則這個立體是一種詹森多面體。在化學中，部分化學物質的分子形狀為五角錐形，例如六甲苯的雙電子離子。

## 種類
五角錐可以透過底面的性質進行分類。其中，底面為正五邊形的五角錐稱為正五角錐，特別地，若側面也是正多邊形，即正三角形，則屬於詹森多面體；若底面為凹多邊形稱為凹五角錐；若底面為凸多邊形稱為凸五角錐。若高並非垂直於底面則稱為斜五角錐，一般五角錐的側面皆為等腰三角形，然而斜五角錐的側面不完全是等腰三角形。

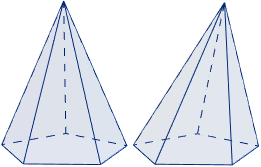
五角錐（左）與斜五角錐（右）

## 正五角錐
正五角錐是指底面為正五邊形的五角錐體。正五角錐由1個正五邊形（底面）和5個三角形組成，共有10條邊和6個頂點。在這6個頂點中有5個頂點是3個面（2個三角形和1個五邊形）的公共頂點以及1個頂點是5個三角形的公共頂點。正五角錐具有五摺錐體對稱性。（C5v）

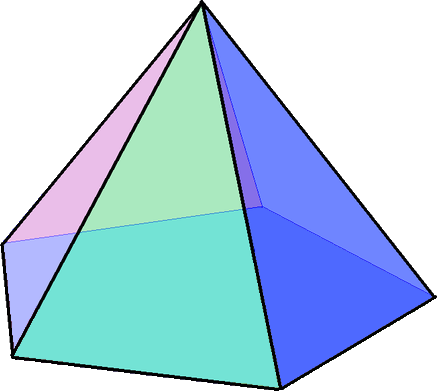
側面不為正三角形的正五角錐
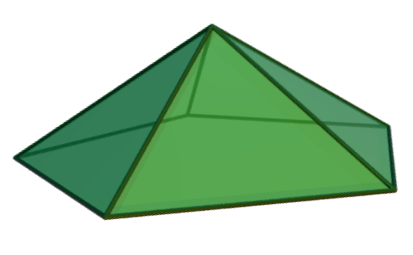
所有面都是正多邊形的正五角錐

對任意正五角錐而言，其側面邊長{\displaystyle e}與斜高{\displaystyle s}可透過底面邊長{\displaystyle a}與高{\displaystyle h}來決定：
{\displaystyle e={\sqrt {h^{2}+{\frac {5+{\sqrt {5}}}{10}}a^{2}}}\approx {\sqrt {0.7236a^{2}+h^{2}}}}
{\displaystyle s={\sqrt {h^{2}+{\frac {5+2{\sqrt {5}}}{20}}a^{2}}}\approx {\sqrt {0.4736a^{2}+h^{2}}}}
此時這個高為{\displaystyle h}且底面邊長為{\displaystyle a}的正五角錐表面積{\displaystyle A}與體積{\displaystyle V}為：
{\displaystyle S={\frac {5a\left(a+{\sqrt {a^{2}+4\left(5-2{\sqrt {5}}\right)h^{2}}}\right)}{4{\sqrt {5-2{\sqrt {5}}}}}}}
{\displaystyle V={\frac {a^{2}h{\sqrt {25+10{\sqrt {5}}}}}{12}}\approx 0.57349a^{2}h}

### 詹森多面體
若一個正五角錐底面和側面皆為正多邊形，則這種立體是一種詹森多面體（J2）中的一個。它能被看作為截角二十面體被截下的其中一塊，或說是正二十面體被截成正五角锥反角柱（J11）所剩的錐體。1966年首先被諾曼·詹森命名、描述。
若一正五角錐的底面和側面都是正多邊形，則其高可透過邊長決定：
{\displaystyle H=\left({\sqrt {\frac {5-{\sqrt {5}}}{10}}}\right)a\approx 0.52573a.}
正五角錐的表面積{\displaystyle A}與體積{\displaystyle V}為：
{\displaystyle A={\frac {a^{2}}{2}}{\sqrt {{\frac {5}{2}}\left(10+{\sqrt {5}}+{\sqrt {75+30{\sqrt {5}}}}\right)}}\approx 3.88554\cdot a^{2}.}
{\displaystyle V=\left({\frac {5+{\sqrt {5}}}{24}}\right)a^{3}\approx 0.30150a^{3}.}

## 五角星錐
五角星錐是指底面為五角星的五角錐，其是一種非凸多面體，因為這個立體的側面與側面互相相交。這種星形五角錐可以在大十二面體上找到。

## 使用
五角堂的屋頂為五角錐型結構。
在化學中，{\displaystyle {\ce {C6(CH3)6^2+}}}的分子結構成五角錐形。此外，當分子的原子落在五角錐上時，無論化學鍵的連接方式是否同於五角錐，都可以稱之為五角錐型分子構型。例如{\displaystyle {\ce {XeOF5^-}}}和{\displaystyle {\ce {IOF5^2-}}}離子的分子構型皆為五角錐型。

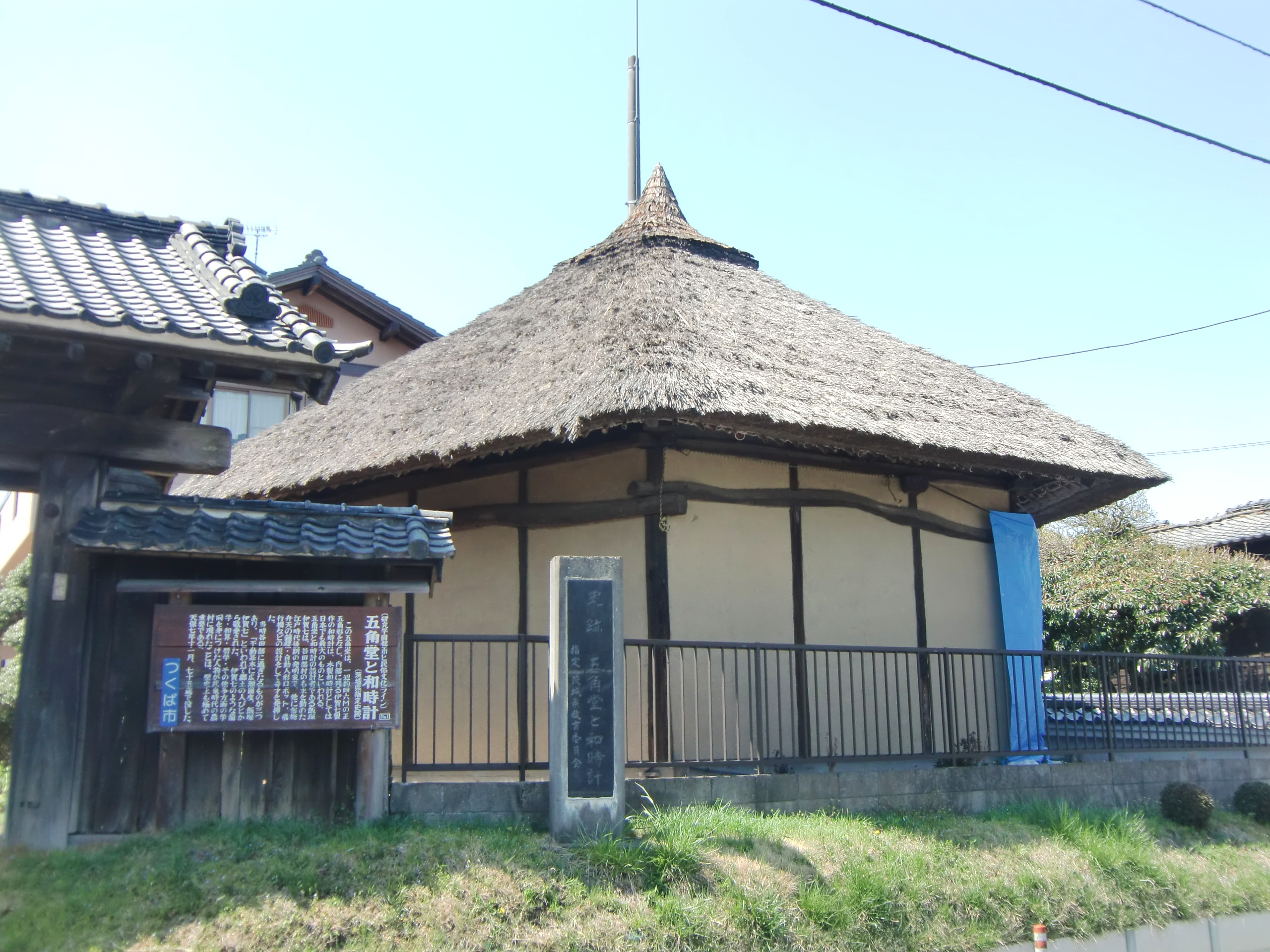
五角堂（日语：五角堂）
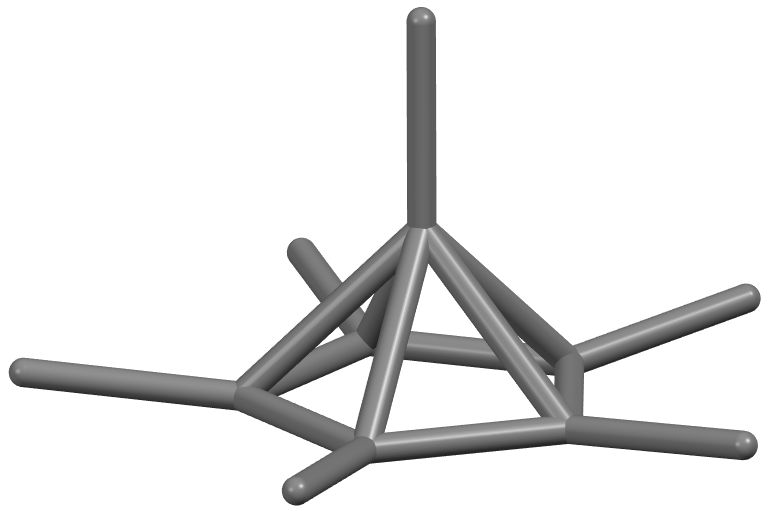
六甲苯的雙電子離子（{\displaystyle {\ce {C6(CH3)6^2+}}}）的分子棒狀模型
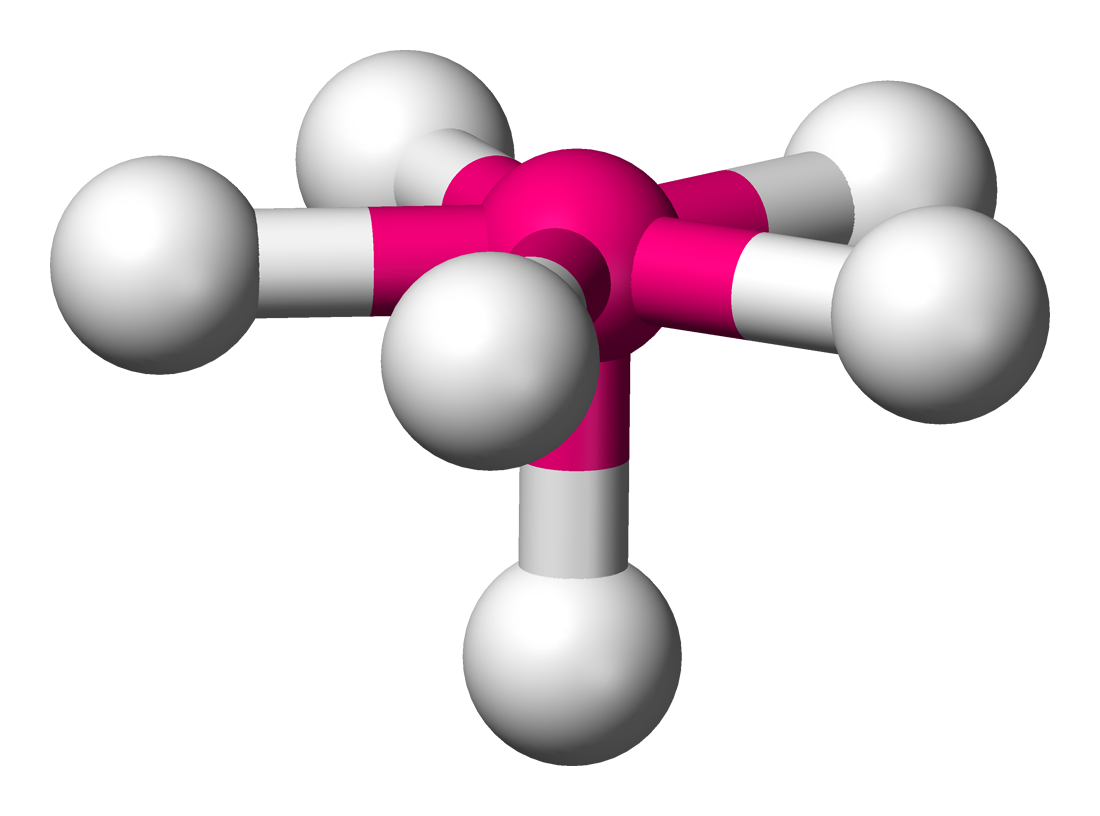
五角錐型分子構型

### 五角錐型分子構型
在化學中，五角錐型分子構型是指頂點原子正好依照五角錐的方式排列的分子結構。在這個分子構型中，有6個原子、官能基或配基繞著中心原子排列，其中5個位於同一平面上，且中心原子帶有一對孤電子對:413–414。目前已知有兩種離子的分子構型是五角錐形，分別是{\displaystyle {\ce {XeOF5^-}}}離子和{\displaystyle {\ce {IOF5^2-}}}離子。
這種分子構型是有著不均勻鍵角的少數分子鍵的其中一種。

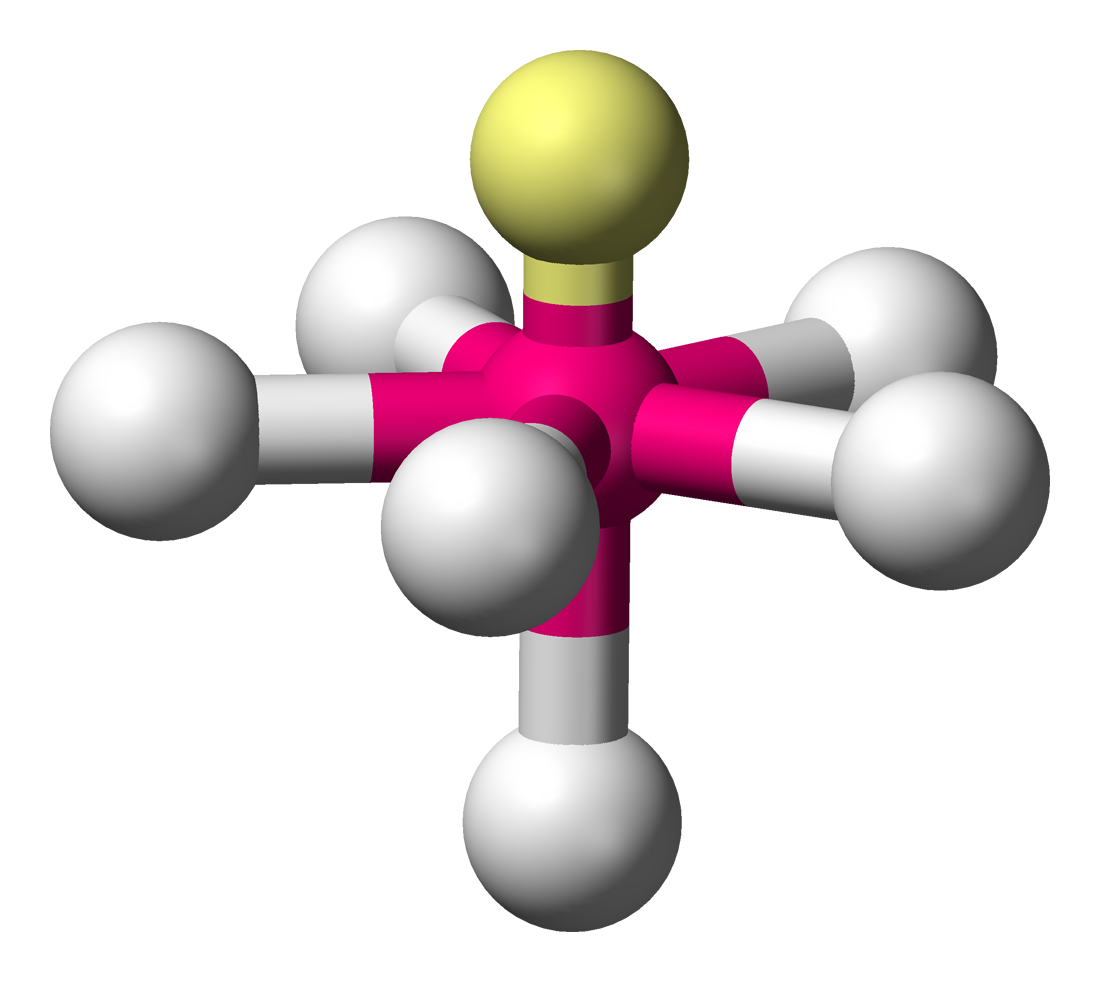
五角錐型分子構型。粉紅色代表中心原子、白色代表配基、黃色代表孤電子對

## 相關多面體與鑲嵌
五角錐是一種底面為五邊形錐體，其他底面為多邊形的錐體有：
| 正二棱錐 | 正三棱錐 | 正四棱錐 | 正五棱錐 | 正六棱錐 | 正七棱錐 | 正八棱錐 | 正九棱錐 | 正十棱錐 | ... | 圆锥 |
| -------- | -------- | -------- | -------- | -------- | -------- | -------- | -------- | -------- | --- | ---- |
|          |          |          |          |          |          |          |          |          |     |      |

| 球面鑲嵌        | 球面鑲嵌        | 錐體            | 錐體            | 錐體            | 錐體            | 錐體            | 錐體            | 錐體            | 錐體              | 錐體 | 歐式鑲嵌 仿緊空間 | 雙曲鑲嵌 非緊空間         |
| --------------- | --------------- | --------------- | --------------- | --------------- | --------------- | --------------- | --------------- | --------------- | ----------------- | ---- | ----------------- | ------------------------- |
| 一角錐 C1v, [1] | 二角錐 C2v, [2] | 三角錐 C3v, [3] | 四角錐 C4v, [4] | 五角錐 C5v, [5] | 六角錐 C6v, [6] | 七角錐 C7v, [7] | 八角錐 C8v, [8] | 九角錐 C9v, [9] | 十角錐 C10v, [10] | ...  | 無限角錐 C∞v, [∞] | 超無限角錐 Ciπ/λv, [iπ/λ] |

五角錐也可以視為是正二十面體的一部分，類似地，星形五角錐可以視為是大十二面體的一部分。另一方面，若將正二十面體的五角錐部分取下則會使得該立體成為五角錐反角柱。五角錐反角柱可以視為是五角錐與五角反棱柱的組合，因此正二十面體也可視為為是一種雙五角錐反角柱，也就是將五角反棱柱的兩個五邊形面替換成五角錐所形成的立體。

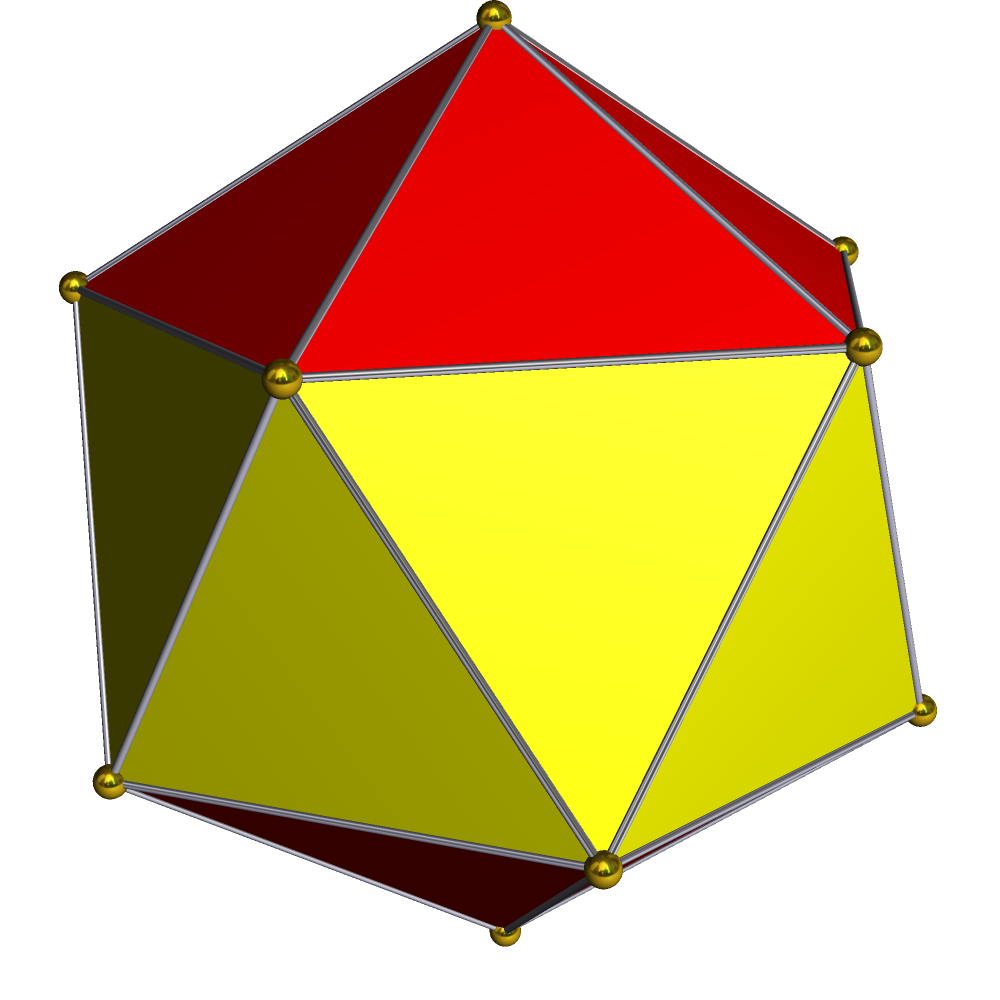
正二十面體中的五角錐以紅色表示
從正二十面體中移除一個五角錐形成五角錐反角柱

小十二面半十二面體可以視為由12個五角錐拼湊成的立體。

## 外部連結
- 埃里克·韦斯坦因. . MathWorld.
- 埃里克·韦斯坦因. . MathWorld.